# 河南蒙古族自治县
河南蒙古族自治县 ，简称河南县，是中华人民共和国青海省黄南藏族自治州下属的一个自治县。与之接壤的县市有：东边甘肃省夏河县、碌曲县，南边甘肃省玛曲县，西北边玛沁县、同德县，北边泽库县。辖2镇4乡1个街道办事处，39个牧委会，135个牧业合作社，四座藏传佛教寺院。面积6997平方公里，总人口約4.09万。自治县人民政府驻优干宁镇。

## 历史
明代为朵甘行都指挥使司辖地，万历后属河州必里千户所。後被青海蒙古所據。
清初为和硕特汗國牧地，雍正後屬和碩特前首旗（俗称河南亲王），乾隆年間設循化厅。
1935年（民国廿四年），和硕特南左中旗划同德县，其余“河南三旗”由河南亲王统领，隶青海省直辖。 
中華人民共和國成立後。1954年10月成立河南蒙族自治区（县级），1964年更名为河南蒙古族自治县。河南蒙古族自治县是青海省唯一的蒙古族自治县，俗称“河南蒙旗”。

## 地理
位于九曲黄河第一弯的河南县，地处青海省东南部，东临甘肃省夏河、碌曲县，南接甘肃省玛曲县，西南与本省玛沁县、同德县毗连，北与泽库县相邻，处于青甘川三省结合部，素有青海省南大门之称。全县总面积6700.23平方公里，海拔3600米。

### 水文
有黄河、泽曲河、洮河等大小河流29条，河流从境内通过。

### 资源
- 草场资源：河南蒙古族自治县地处拥有可利用草场913万亩，是青海省生态保护最好的草原。
- 畜种资源：全国三大名马之一河曲马的原产地之一；苏呼欧拉羊的主产地之一；牦牛生长的乐园。
- 水资源：河南县境内有多处天然泉水，由于地处被联合国教科文组织认定的超净区，泉水及流淌而出汇集成的溪水、河水水质清澈甘甜，可直接饮用。矿泉水中含锶、锂、偏硅酸、游离二氧化碳等十几种微量元素，可与获得国家金奖的江河源矿泉水相媲美。

### 行政区划
河南蒙古族自治县下辖2个镇、4个乡：
优干宁镇、宁木特镇、多松乡、赛尔龙乡、柯生乡和托叶玛乡。
- 优干宁镇：位于河南縣北部，為河南縣行政中心，面积约1315.35 平方公里，人口约8000人，下辖9个牧民委員會。
- 宁木特镇：位于河南縣西部，面积约2090.6平方公里，人口约8000人，下辖11个牧民委员会
- 多松乡：位于河南縣西南部，面积约577.9平方公里，人口约3000人，下辖3个牧民委员会
- 赛尔龙乡：位于河南縣东部，面积约1036平方公里，人口约4000人，下辖5个牧民委员会
- 柯生乡：位于河南縣東南部，面积约1121.5平方公里，人口约3000人，下辖4个牧民委员会
- 托叶玛乡：位于河南縣中部，面积约856.1平方公里，人口约4000人，下辖6个村委会

## 人口
根据(青海省)黄南州第七次全国人口普查公报显示河南县常住人口为40864人，男性人口占比50.73%，女性人口占比49.27%，年龄结构中0-14岁占比26.14%，15-59岁占比66.54%，60岁以上占比7.32%，65岁以上占比5.75%。蒙古族全县占常住人口的93%，河南縣蒙古族大部分為苏泊阿里格人，為青海蒙古族的一支，多使用漢語普通話及藏語，其本民族語言則為河南縣蒙古語，屬于蒙古語衛拉特方言青海土語（和碩特方言）的一種。

### 歷年人口
| 年份 | 人數     |
| ---- | -------- |
| 1982 | 21,237人 |
| 1999 | 28,683人 |
| 2000 | 32,250人 |
| 2004 | 30,000人 |
| 2010 | 39,374人 |
| 2020 | 40,864人 |

### 民族

#### 2000年河南縣人口普查
2000年人口普查時，顯示河南縣約有32,250人。
| 民族     | 人數   | 佔縣内人口比例 | 注 |  |
| -------- | ------ | -------------- | -- |  |
| 蒙古族   | 28,879 | 89.55%         |    |  |
| 漢族     | 1,444  | 4.48%          |    |  |
| 藏族     | 863    | 2.68%          |    |  |
| 回族     | 821    | 2.54%          |    |  |
| 土族     | 144    | 0.45%          |    |  |
| 撒拉族   | 45     | 0.14%          |    |  |
| 白族     | 19     | 0.06%          |    |  |
| 保安族   | 13     | 0.04%          |    |  |
| 東鄉族   | 11     | 0.03%          |    |  |
| 彜族     | 6      | 0.02%          |    |  |
| 其他民族 | 5      | 0.02%          |    |  |